# 银甫
银甫本名刘寅甫，是台湾漫画家，出身台南，在參加日本吉本興業所舉辦的「原作發掘計畫」競賽中拿到唯一的首獎。被邀請繪製王领骑士遊戲前傳。其作品王领骑士在東立出版社的《月刊龍少年》電子雜誌連載。作品《繪妖師--百鬼夜行》獲京都國際漫畫大賞，畢業於台北教育大學藝術與造形設計學系。2016年5月在台南吳園展出他的個展「百鬼夜行」，2017年與東立出版社簽約，出版他的第一本漫畫創作「魔女遊戲」。

## 作品
- 《人偶》
- 《王領騎士》
- 《噩梦少年》
- 《繪妖師--百鬼夜行》
- 《魔女遊戲》
- 《神明製造之後 倒轉方舟(全)》